# ヴァニタスの羊
『ヴァニタスの羊』（ヴァニタスのひつじ）は、2011年4月22日にゲームブランド・RococoWorksより発売されたアダルトゲーム。キャッチコピーは「すべてを捧げよ。さすれば、すべてを奪い、すべてを与えん」。2012年5月25日にはサントラが発売された。
なお、発売から約1年後にRococoWorksは解散したため、本作が最終作となった。

## ストーリー
魔術師が当たり前に存在する世界。その世界のとある城塞都市エンゲルブルクにて、偶然に一組の男女が出会う。
困っている少女「テレーゼ」をガラの悪そうな男から、通りすがりの少年「クロード」が偶然助けた、…ただそれだけのはずだった。 
この偶然の出会いがのちに大事件へと発展を遂げることとなってしまうなど、誰にも予想はできなかったのだから。
この出会いから9年、ふたたびこの町に戻ってきたクロードを待ち受ける運命とは、いったいどのようなものなのであろうか。 
めぐる因果、親から子へと受け継がれるバトン、そして、動き出す復讐…。
天使の眠るとされる城塞都市エンゲルブルクを舞台にして今、魔術師達を中心とした物語が動き出す。

## 登場人物

### メインキャラクター
クロード・バトン(Claude Baton)
声：佐山森
12月5日生まれ・身長175cm・体重65kg。
魔術名：絵筆 - 他者の視覚に映る色を変えることができる
本作の主人公。魔術師と薬草師の2つの生業を持つ。生きた魚が怖いらしいが、調理されれば食べられる。
姉のような存在であるテレーゼとともに9年の歳月旅を共にし、エンゲルブルクに戻ってきた。
初めの頃は、声を出せないテレーゼとの意思疎通に苦労していたが、今では普段のコミュニケーションには困らないレベルの会話が可能。
9年間テレーゼのことを守ってきた影響か、何かする際はテレーゼを優先する節がある。
父エリファスと、その想い人アルマの死の真相を知る目的があり、エンゲルブルクにて情報収集をしている。
相手の不意をつくために、普段は利き手とは逆の手で剣を扱っている。

テレーゼ・コンラート(Therese Konrad)
声：五行なずな
4月1日生まれ・身長158cm・サイズは「ゆるやか」。
魔術名：羊の王国 - 自身へ近づこうとする者の意志を感じ取ることが可能。
心因性失声症の少女。だがベルの鳴らし方で意思を伝えることはできる。クロードとは姉弟のような関係で、ともに旅を続けている。
失声症になったのは、エンゲルブルク脱出後少し経った頃。根本的な対処法はないが、運が良ければ自然治癒すると言われている。
少し子供っぽいところがあり、否定されるとむきになってしまう面がある。
実はクロードの困った顔を見るのが好きなのだが、もちろん内緒にしている。その半面、いつもクロードに頼りきりになっている点を申し訳なく思い、「姉である自分もしっかりしなければ」と最近奮闘し始めた。
魔術師ではあるが、能力の都合お針子を仕事にしている。それだけのことはあって、パッチワークや服のデザインはお手の物。

フラウエン・ビューロー(Frauen Bulow)
声：糸乃ココ
11月25日生まれ・身長153cm・サイズは「想像の域」。
魔術名：紙芝居 - 紙キレのような部下を出して使役する。
貴族出身のため箱入り状態にされており、それが不満で兄のヴィクトールに手を焼かせたりもしている。だが基本的に兄のことは大好きという複雑な状況。
最近は一人で町へ出てみたいと画策しているらしい。
クロード、テレーゼ、リアーヌに興味があり、観察対象にしている。

リアーヌ・ジャコティ(Liane Jacotey)
声：星野うさぎ
12月12日生まれ・身長163cm・サイズは大きさよりも…とのこと。
魔術名：？（あるかどうか不明）
踊り子の少女。頭の回転は非常に速いが、あまり長考するのは好きではないタイプ。
テレーゼ達のことは、新規のお客さん程度の認識。小さな唇亭の店員として優秀でしかも人気もある。
「とあるお方」が常に「夜の予約」を抑えており、他人が予約できる状況にない。

ブリジット・オベール(Brigitte Auber)
声：西野みく
6月13日生まれ:身長154cm・サイズは神のみぞ知るらしい。
魔術名：祝福（ブレス） - 神の声を人々に聴かせる。 / 終油（エンド） - 知り合いの中で数日中に亡くなるものがわかる。
少女でありながら、持ち前の魔法「祝福」を駆使して教皇を務める。無論そのままでは不都合があるので、その際は男性名のヴェネディクトを使用。教皇の仕事が大変かという問いにはノーコメント（実際はほとんど肯定しているようなもの）。
職業柄感情を押し殺すことが多く、そのためかひとりの時間を大切にしたがる傾向がある。また一方では、クロードとテレーゼと友達になりたいと思っている。趣味で薬草を育てている。
とある噂の影響で、フィリップが小さな唇亭の2階に診察に行っていることを「店員の女性との交流」だと勘違いしている。
まじめを絵にかいたような性格をしており、なかなか融通を利かせた生き方のできない不器用なタイプ。
修道服姿のブリジットと出会うと死んでしまうという噂のせいで、町の人には死神と恐れられている。終油の魔術と深い関係がある。
ブリジットは「とある特殊な力」の影響で本来「終油」の魔術を持っていたにもかかわらず、後天的に教皇の資格にあたる「祝福」の魔術を与えられており、双方の魔術を行使できる。これは本来1人につき１つしか持ちえないといわれる魔術の法則から外れている。
また、ブリジットは会議にかけられず前教皇の指名により就任しており、一部からは疎まれている。

### 9年前
クロード・バトン(Claude Baton)
声：佐山森
12月5日生まれ・身長130cm・体重27kg。
魔術名：絵具 - 他者の視覚に映る色のうち1色を変える。
父エリファスと旅をしている少年。この頃から魚が苦手で、今と違い食べることも無理だったらしい。
出身はメイソンスラフィーだが、生まれてすぐエリファスと旅をしたため、町の記憶はない。
また、母は既に亡くなっており、エリファスも本当の父親ではない。
魔術の発動条件は相手に触れること。代償として、変えた色は自分では黒色にしか見えない。

テレーゼ・コンラート(Therese Konrad)
声：五行なずな
4月1日生まれ・身長134cm・サイズは尋ねるだけ無駄だそうだ。
魔術名：兎の耳 - 彼女を話題にしている者の声が耳に届く。
貴族の少女だが何故か男たちに追われており、クロードによって助けられる。
テレーゼが産まれてすぐのころ、父親はテレーゼとその母を追い出してしまう。
エンゲルブルクにたどり着いたのは、3年前のこと。
魔術に目覚めたことには、クロードたちに出会う少し前に気が付いた。ただ、それを魔術とは認識していなかった。
発動条件は、耳に両手をあてること。代償として、夜寝ているときに「周囲が真っ暗な場所で、意味不明の会話が聞こえてくる」という悪夢を必ず見る。

エリファス・バトン(Eliphas Baton)
声：どてら4号
6月1日生まれ・身長179cm・体重72kg。
魔術名：石のパン - 他者の認識を歪め、現実だと思い込ませる。
クロードの父親。クロードの能力をさらに強化したような魔術を行使できるが、それは元来は禁術である。その代償は、自らも幻覚を見ること。
出身は貴族なのだが、「曜日違いの双子の兄弟」が出身地方での忌み子であったため、弟のイヴァン・クレメントともども2人まとめて養子に出された。

アルマ・コンラート(Alma Konrad)
声：海原エレナ
9月17日生まれ・身長162cm・サイズはそこそこあるらしい。
魔術名：-（なし）
テレーゼの母親ということになっているが、実際は父親違いの姉。
貴族出身なのだが既に没落しており、何らかの事情で城塞都市からの脱出を試みている。エリファス・バトンとは知り合いで、10年ぶりに再会した。
不治の病を患っており、エリファスたちと再会した時点で既に余命は半年ほどしかなかった。

### サブキャラクター
ヴィクトール・ビューロー(Viktor Bulow)
声：茶介
8月3日生まれ・身長180cm・体重74kg。
魔術名：葬送楽団 - 影の兵団を生み出して指揮できる。
城塞都市においての警備を任されている一族であり、フラウエンの実の兄。フラウエンの世話をよくしている。表面上はめんどくさそうにしているが真意は不明。
貴族出身にしては質素な生活を好むが、乗馬好きだったり打ち負かしたりするのが好きだったりと、貴族らしさはある様子。
ひそかに皇帝の座を狙っている。今の地位も9年前の「陰謀」の結果手に入れたもの。

シェリー・ベル(Shery Bell)
声：佐倉千枝里
誕生日10月3日・身長148cm・サイズを聞くと「ケンカ売ってる？」と聞かれるので注意。
魔術名：右往左往（トレジャー・トランスファー） - 右手に持つものと左手に持つものを入れ替える。
城塞都市に壁を乗り越え不法侵入してきた盗賊。本人曰く「勝手に借りている」だけで、飽きれば返すとのこと。
魔術は「何かをしたいという強い意志」がトリガーになって発動する。代償は、集中が切れるか満足した時点でダルくなりやる気が起きなくなること。
略称は「TT」。前作Airy[F]airyに出てきたとあるキャラに容姿がそっくりだが、名前、および髪の色が違う。
モンニー(Monney)
声：相模真
4月21日生まれ・身長40cm（帽子込）・体重は聞いても「うっきー！」としか返ってこない模様。
魔術名：恋する視線 - 他者の遠隔触媒となる。
シェリーとともに活動する黒い子ザル。シェリーのことが心配で行動を共にしている。
端布を集めるのが好きでたくさん帽子の中に入れている。魔術の略称は「II」（Eyes of Eyesの略）。
他者と感覚の一部を共有することができる。たとえば「本来相手に触れなければならない魔術」や「自らの視覚を必要とする魔術」などを使う場合、モンニーが代わりに見たり触れたりすることで魔術の発動を手助けするという応用性がある。作中では、片手の感覚を共有することでシェリーの持つ者とモンニーの持つものを「右往左往」で入れ替えて使われることが多かった。
Airy[F]airyのヒロイン「モニカ・ラング」同様身長が赤い帽子込みで計算されていたり、某ピンクの子ザルがモニカを呼ぶ際の呼び名と名前が一致していたりと共通点が多い。ただ、彼女は人型妖精であり、誕生日も「モンニー」とは2日違う。
クロ(Schwarz)
声：西野みく
誕生日は11月26日・身長は10cm〜30cm・体重は紙切れ並み。
魔術名：トモダチ - 自分と同じ姿の仲間を呼び出せる（9体まで）。
どう見てもペラペラの黒い紙だが、フラウエンが生み出すれっきとした子分。だが仲間と無駄話をするのが大好きで、どれだけ役に立つかは若干疑問。会話せずともクロ同士で情報を共有することができる。
シロに対していつも冷たい態度をとっているが、なんだかんだで気にはしている。

シロ(Weiβ)
声：理多
魔術名：？（あるのかどうか不明）
誕生日は11月27日・身長は10cm〜30cm・体重は紙切れ並み。
クロと同じくペラペラの紙で、フラウエンによって生み出される子分。色が白く、これ以上の分身ができない打ち止めの時の目印的存在。いつも10体目として出現するらしい。
クロとは違い気弱で素直。クロと直接情報の共有をすることはできず、クロに手を握ってもらうことで情報を手に入れている。
オリヴィア・ゴーティエ(Olivia Gautier)
声：理多
2月7日生まれ・身長164cm・サイズは見たままらしい。
魔術名：後ろ髪 - 相手を自らの方向へと振り向かせる。
以前は歌姫として有名だったらしいが、今ではリアーヌの居る娼家兼酒場を経営している。
酒場だけに情報は集まりやすく、クロードにも情報を売ったことがある。

ウーゴ・カリーニ(Ugo Carini)
声：奇怪星人
2月15日生まれ・身長175cm・体重61㎏。
魔術名：？（詳細不明）
城塞都市で交易商人をしている。変装して酒場に行くことがあるらしいが、センスがないのか正体はバレバレ。
ジョヴァンニ・スパーダ(Giovannni Spada)
声：相模真
7月14日生まれ・身長127cm・体重26㎏。
魔術名：予算集計 - たものの数を一瞬で記憶し、物体間の距離等の情報を一瞬で計算できる。
エンゲルブルグの貧困層の子供たちの親分的存在だが、盗みをしたりすることはなく、また仲間にもさせない方針の様子。一度シェリーからクロードのことを助けたことがある。
実際に裏でウーゴを動かしている張本人。

フィリップ・オベール(Philippe Auber)
声：如月春男
7月20日生まれ・身長161cm・体重51㎏。
魔術名：癒し手 - 他人が抱える病の原因と治療法がわかる。
もとは司教をしていたが、今では持ち前の魔術を生かして貧困層たちを助けている老医師をしている。
ブリジットの遠縁で、教皇の座にいるブリジットを心配し、早く退官してほしいと思っている。

ヘルマン・リーベルト(Hermann Liebert)
声：一一
2月6日生まれ・身長174cm・体重74kg。
魔術名：？（不明）
城塞都市の老兵。若干日常の言動に難があるが、近衛兵としての自覚と誇りは持っている様子。
カスパル・ダンナー(Kaspar Danner)
声：黒井鋼
10月28日生まれ・身長181cm・体重92㎏。
魔術名：狩猟区 - 対象者を定めた領域から外に出さない。
「名も無き塔」と呼ばれる塔の番人。堅い性格をしているわけではないが、仕事には忠実なようで、監視対象のことは誰にも話さない。

ラインハルト
60年前降臨した「天使」を人々が呼ぶ際の名。なぜ降臨したのかなどは不明。

## 用語
エンゲルブルク
本作の舞台である城塞都市の名前。元々は「ネゲルブルク」という名前であったが、60年前に「天使」が降臨した際、現在の名前に改名された。
ネゲルブルク城
エンゲルブルク内にある城。都市名が変更になる前からあった城で、かつての地名「ネゲルブルク」をそのまま引き継いでいる。
魔術
一人につき1つだけ使えるとされる特別な力。誰でも習得できるわけではなく、種類も選べない。また、使用時には必ず代償が伴う。協会では「奇跡」と呼ばれている。
名も無き塔
表向きは定期的に教皇が訪れる程度の、一般人立ち入り禁止の塔。実際は「とある人物」が幽閉されている。
小さな唇亭
リアーヌたちが働く酒場。
通貨
「金貨（ラード）」、「銀貨（マーク）」、「銅貨（シェル）」の3種の通貨が用いられている。

## スタッフ
- 原画：笛
- シナリオ：J-MENT

## 主題歌
オープニングテーマ「ANGELIC DESTINY」
作詞・作曲・編曲：式部 (SAVE THE QUEEN) / 歌：榊原ゆい
エンディングテーマ「Alba」
作詞：Simona Stanzani Pini / 作曲・編曲：松本慎一郎 / 歌：綾野えいり